# بابک پدر مانی
فاتک یا پاتیگ، نامی است که در منابع برای پدرِ مانی ذکر شده. او اهل شهر نهاوند بود که به تیسفون مرکز حکومت اشکانی کوچیده بود. به نوشته محسن ابولقاسمی، نامی که در کتاب های اسلامی ذکر شده به اشتباه فاتک ضبط گردیده است... در حالی که نام اصلی او می بایستی بابک می بوده است. بابک لر تبار و همسرش مریم نیز از خاندانی اشرافی بنام کمسرگان بود که تبار پارتی داشته و با شاهان اشکانی خویشاوند بودند. وی در ۲۱۶ م. در بابل، در روستایی به نامِ مردینو بر کران نهر کوثی صاحب فرزندی به نام مانی شد.
بابک ابتدا در نهاوند می‌زیست، اما این شهر را ترک گفت و به تیسفون نقلِ مکان کرد. چند سال پس از اینکه در میان‌رودان (بین‌النهرین) ساکن شد، به یکی از فرقه‌های گنوسی گروید. از ویژگی‌هایِ خاصِ فرقه‌ای که فاتک بدان گروید، ریاضت کشیِ جنسی بود، بنابراین بابک همسرش را ترک کرد و با فرزندش در مسنه سکنی گزید.
این‌که این فرقه دقیقاً کدام فرقه بوده، مشخص نیست. در الفهرست آمده که بابک به مغتسله گروید. اما پاپیروسی یونانی به ما چنین می‌گوید که مانی تا جوانی به فرقه‌ای تعلق داشته که نامش الخسائیه (الکزایی) بوده؛ بنابراین می‌بایست که فاتک به این فرقه گرویده باشد.
پس از اینکه مانی در سال ۲۴۰ م. تمامِ تعالیمِ دینِ خود را از همزادش، دریافت کرد، به دستور همزادش، آیینش را بر خانوادهٔ خویش آشکار کرد. فاتک از نخستین کسانی بود که به آیینِ مانی گروید، و وی را هنگامی که برای اولین بار آیینش را به صورتِ عمومی آشکار کرد همراهی می‌کرد.